# Pyrgulopsis pachyta
Pyrgulopsis pachyta är en snäckart som först beskrevs av F. G. Thompson 1977.  Pyrgulopsis pachyta ingår i släktet Pyrgulopsis och familjen tusensnäckor. Inga underarter finns listade i Catalogue of Life.